# Alram I. (Ortenburg)
Alram I. († vor 1399) war der älteste Sohn des Grafen Heinrich IV. und Agnes von Hals. Er stammt aus dem niederbayerischen, reichsgräflichen Haus der Ortenburger. Aufgrund der Besitzteilung mit seinen Brüdern benannte er sich als Graf zu Dorfbach.

## Leben und Wirken
Durch seine drei Eheschließungen kam Alram zu großen Besitz- und Reichtümern. So trug er dazu bei, dass das Haus Ortenburg langsam wieder Aufstieg, welches durch große Erbteilungen und Streitigkeiten stark geschwächt war. Durch die Heirat mit der reichen Witwe Barbara von Rottau erhielt Alram die ehemals Ortenburg’schen Lehen zu Dorfbach zurück. Diese hatte sein Vater Heinrich IV. an Friedrich von Rottau als Lehen vergeben. Durch die Heirat und den Verzicht der nächsten Verwandten Friedrichs in den Jahren 1381 und 1385 fielen ihm diese Besitzungen endgültig zu. Seither nannte er sich Graf zu Ortenburg, gesessen zu Dorfbach. Bei der Erbteilung nach dem Tod seines Vaters im Jahre 1395 verzichtete er auf weitere Güter und beanspruchte lediglich die Dorfbacher Besitzungen für sich. Somit gilt er als Begründer der kurzlebigen Seitenlinie Ortenburg-Dorfbach.
In den Jahren 1393 und 1394 tritt Alram I. als Pfleger zu Bruckberg auf. Ebenso tritt er Ende des Jahres in den Dienst des bayerischen Herzogs als Richter zu Griesbach ein.
Vor 1399 stirbt Alram und vererbt seine Besitzungen seinem Sohn Alram II.

## Nachkommen
Alram I. war dreimal verheiratet. Seine erste Frau war eine namentlich Unbekannte von Chamerau, die zweite Ehefrau war Barbara von Rottau und die dritte Anna, zu deren Herkunft Quellen fehlen.
Aus der zweiten Ehe entstammen folgende Kinder:
- Ulrich I. († 19. November 1455), Domherr zu Passau und Regensburg, später Propst zu Passau und Mattsee
- Amalia, ⚭ NN Graf von Moy
- Elisabeth († 2. November 1447)
- Alram II. († 1460), Graf von Ortenburg, ⚭ Agnes von Waldburg († 10. Januar 1460)